# Sceloporus acanthinus
Espèce
Synonymes
- Sceloporus guentheri Stejneger, 1918

Statut de conservation UICN

 LC  : Préoccupation mineure
Sceloporus acanthinus est une espèce de sauriens de la famille des Phrynosomatidae.

## Répartition
Cette espèce se rencontre :
- au Guatemala ;
- au Mexique dans le Chiapas.

Sa présence est incertaine au Salvador.

## Étymologie
Le nom spécifique acanthinus vient du grec akanthinos, épineux, en référence à l'aspect de ce saurien.

## Publication originale
- Bocourt, 1873 : Caractères d'une espèce nouvelle d'iguaniens, le Sceloporus Acanthinus. Annales des sciences naturelles, Zoologie et biologie animale, ser. 5, vol. 17, no 6, p. 1 (texte intégral).